# Gueytes-et-Labastide
Gueytes-et-Labastide – miejscowość i gmina we Francji, w regionie Oksytania, w departamencie Aude. W dniu 1 stycznia 2016 roku z połączenia dwóch ówczesnych gmin – Caudeval oraz Gueytes-et-Labastide – powstała nowa gmina Val de Lambronne. W 2013 roku populacja Gueytes-et-Labastide wynosiła 44 mieszkańców. 